# Kantons van Oise

## Kanton
Het Franse departement Oise (60) omvat, sinds de hervorming van de kantons die bij wet doorgevoerd werd in 2013 en voor het eerst toegepast bij de departementsverkiezingen van maart 2015, nog 21 in plaats van 41 kantons. In een aantal gevallen werden afgeschafte kantons in hun geheel toegevoegd aan reeds bestaande kantons, in andere gevallen werden de gemeenten van afgeschafte kantons verdeeld over verschillende bestaande kantons of werden geheel nieuwe kantons gevormd.
Het beoogde doel van de hervorming was kantons te vormen die naar inwoneraantal vergelijkbaar groot zijn (maximaal 20% afwijking van het gemiddelde voor het departement) zodat de vertegenwoordiging van elk kanton in de departementsraad (twee als koppel verkozen raadsleden per kanton) voortaan ook ongeveer een gelijk aantal inwoners zou vertegenwoordigen.
Het gemiddelde inwoneraantal voor een kanton in het departement bedraagt na de hervorming ongeveer 38.800 (pop. municipale 2013). De grootste afwijkingen hiervan zijn er voor Kanton Compiègne-2 (+18%) en Kanton Nanteuil-le-Haudouin (-20%).

### Kantons van het departement Oise na de hervorming van 2014

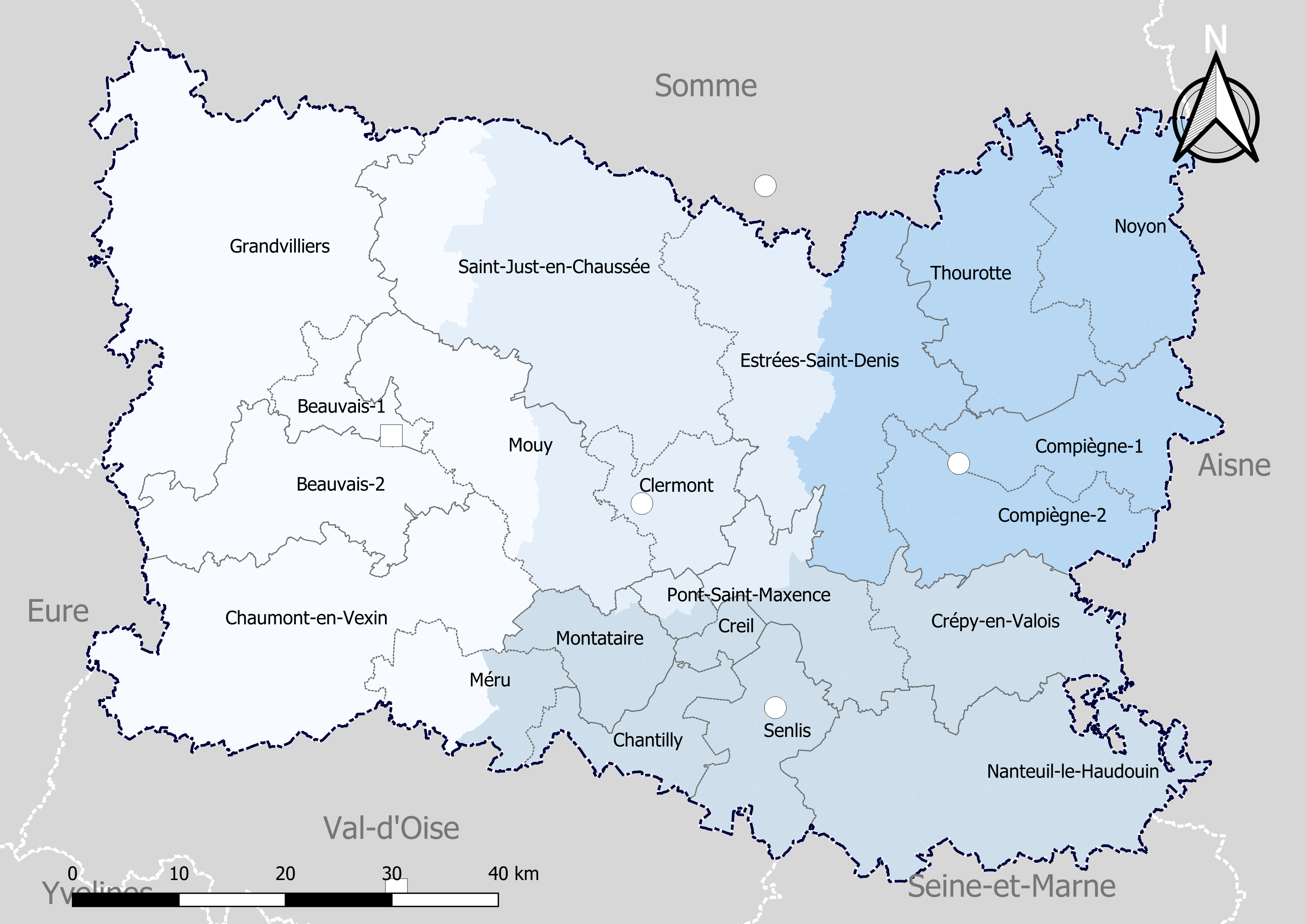
Kantons van Oise met in blauwtinten de arrondissementen.

Bij de hervorming van de kantons werd geen rekening gehouden met de bestaande arrondissementsgrenzen, als gevolg hiervan liggen kantons niet langer steeds binnen eenzelfde arrondissement.
| Kanton | Kanton                        | Inwoners 2013* | Aantal gemeenten |
| ------ | ----------------------------- | -------------- | ---------------- |
| 1      | Kanton Beauvais-1             | 40.509         | 8                |
| 2      | Kanton Beauvais-2             | 44.535         | 27               |
| 3      | Kanton Chantilly              | 42.970         | 10               |
| 4      | Kanton Chaumont-en-Vexin      | 44.993         | 72               |
| 5      | Kanton Clermont               | 39.060         | 20               |
| 6      | Kanton Compiègne-1            | 41.494         | 20               |
| 7      | Kanton Compiègne-2            | 45.836         | 17               |
| 8      | Kanton Creil                  | 38.919         | 2                |
| 9      | Kanton Crépy-en-Valois        | 34.889         | 25               |
| 10     | Kanton Estrées-Saint-Denis    | 41.930         | 71               |
| 11     | Kanton Grandvilliers          | 40.843         | 101              |
| 12     | Kanton Méru                   | 45.239         | 16               |
| 13     | Kanton Montataire             | 35.726         | 15               |
| 14     | Kanton Mouy                   | 36.682         | 35               |
| 15     | Kanton Nanteuil-le-Haudouin   | 31.105         | 46               |
| 16     | Kanton Nogent-sur-Oise        | 35.531         | 6                |
| 17     | Kanton Noyon                  | 33.313         | 42               |
| 18     | Kanton Pont-Sainte-Maxence    | 31.871         | 23               |
| 19     | Kanton Saint-Just-en-Chaussée | 44.125         | 84               |
| 20     | Kanton Senlis                 | 32.996         | 14               |
| 21     | Kanton Thourotte              | 32.834         | 40               |

Bron: INSEE - *Inwoners 2013 = Population municipale

## Kantons van het departement Oise voor de hervorming van 2014
| Arrondissement | Arrondissement | Kanton | Kanton                  |
| -------------- | -------------- | ------ | ----------------------- |
| 3              | Compiègne      | 1      | Attichy                 |
| 1              | Beauvais       | 2      | Auneuil                 |
| 1              | Beauvais       | 3      | Beauvais-Nord-Est       |
| 1              | Beauvais       | 4      | Beauvais-Sud-Ouest      |
| 4              | Senlis         | 5      | Betz                    |
| 2              | Clermont       | 6      | Breteuil                |
| 1              | Beauvais       | 7      | Chaumont-en-Vexin       |
| 2              | Clermont       | 8      | Clermont                |
| 3              | Compiègne      | 9      | Compiègne-Nord          |
| 1              | Beauvais       | 10     | Le Coudray-Saint-Germer |
| 4              | Senlis         | 11     | Creil-Nogent-sur-Oise   |
| 4              | Senlis         | 12     | Crépy-en-Valois         |
| 1              | Beauvais       | 13     | Crèvecœur-le-Grand      |
| 3              | Compiègne      | 14     | Estrées-Saint-Denis     |
| 1              | Beauvais       | 15     | Formerie                |
| 2              | Clermont       | 16     | Froissy                 |
| 1              | Beauvais       | 17     | Grandvilliers           |
| 3              | Compiègne      | 18     | Guiscard                |
| 3              | Compiègne      | 19     | Lassigny                |
| 2              | Clermont       | 20     | Liancourt               |
| 2              | Clermont       | 21     | Maignelay-Montigny      |
| 1              | Beauvais       | 22     | Marseille-en-Beauvaisis |
| 1              | Beauvais       | 23     | Méru                    |
| 2              | Clermont       | 24     | Mouy                    |
| 4              | Senlis         | 25     | Nanteuil-le-Haudouin    |
| 4              | Senlis         | 26     | Neuilly-en-Thelle       |
| 1              | Beauvais       | 27     | Nivillers               |
| 1              | Beauvais       | 28     | Noailles                |
| 3              | Compiègne      | 29     | Noyon                   |
| 4              | Senlis         | 30     | Pont-Sainte-Maxence     |
| 3              | Compiègne      | 31     | Ressons-sur-Matz        |
| 3              | Compiègne      | 32     | Ribécourt-Dreslincourt  |
| 2              | Clermont       | 33     | Saint-Just-en-Chaussée  |
| 4              | Senlis         | 34     | Senlis                  |
| 1              | Beauvais       | 35     | Songeons                |
| 4              | Senlis         | 36     | Chantilly               |
| 3              | Compiègne      | 37     | Compiègne-Sud-Est       |
| 4              | Senlis         | 38     | Creil-Sud               |
| 4              | Senlis         | 39     | Montataire              |
| 1              | Beauvais       | 40     | Beauvais-Nord-Ouest     |
| 3              | Compiègne      | 41     | Compiègne-Sud-Ouest     |